# 滇川风毛菊
滇川风毛菊（学名：Saussurea iodoleuca）是菊科风毛菊属的植物，是中国的特有植物。分布在中国大陆的四川、云南等地，生长于海拔2,050米至3,000米的地区，常生长在山顶，目前尚未由人工引种栽培。